# Нонака, Мики
Мики Нонака (яп. 野中 美希 Нонака Мики, род. 7 октября 1999 года) — японский идол, участница двенадцатого поколения японской поп-группы Morning Musume.

## Биография

### Ранние годы
Мики Нонака родилась 7 октября 1999 года в префектуре Сидзуока. Из-за её отца прожила в США восемь лет, в штате Иллинойс с 2001 по 2004 год, и в штате Алабама с 2004 по 2010 год. Во время её проживания в Алабаме посещала танцевальную школу. У неё есть младшая сестра по имени Мию, и любимая кошка Рена-чан.

### 2014
Летом 2014 года успешно приняла участие в прослушивании Morning Musume '14 <Golden> Audition. 30 сентября была представлена публике на концерте Morning Musume '14 Concert Tour Aki GIVE ME MORE LOVE ~Michishige Sayumi Sotsugyou Kinen Special~, вместе с остальными участницами 12-го поколения — Харуна Огата, Мариа Макино, Аканэ Хага.

### 2015
4 января Нонака и остальные участницы 12-го поколения, начали вести радиошоу на FM FUJI, с названием Morning Musume '15 12ki Nikki.
5 марта они также начали вести веб-ток-шоу эксклюзивно для членов фан-клуба под названием 12ki Relay.
12 июня вышел её первый сольный DVD с названием Greeting ~Nonaka Miki~.
7 октября Нонака отпраздновала своё 16-летие на мероприятие под названием Morning Musume '15 Nonaka Miki Birthday Event, с тремя представлениями в TOKYO FM HALL, Токио.

### 2016
29 января провела ток-шоу в Akihabara Hello! Shop, Токио с названием Nonaka Miki ~CHELSEA TIME~, темой шоу было 50 вопросов для Нонака Мики и Давайте учить английский язык.
10 февраля было объявлено, что Нонака повредила левую ногу во время танцевальной репетиции концертного тура с названием Morning Musume '16 Concert Tour Haru ~EMOTION IN MOTION~. Ей потребовалось 4 недели для восстановления, по состоянию на 20 февраля, она могла петь только сидя.
12 февраля было объявлено, что Нонака представит повествование на ежегодной документальной музыкальной программе с названием ch223 music pinkiss ~Ponyo Trio Nihon Ichi no Sotsugyou Ryokou!?~.
19 марта Нонака полностью восстановилась после травмы и вернулась к танцам в первый день концерта Hello! Project с названием Hello! Project Hina Fest 2016.
21 октября Нонака отпраздновала своё 17-летие на мероприятие под названием Morning Musume '16 Nonaka Miki Birthday Event, с одним представлением в Kameari Lirio Hall, Токио.

### 2017
1 января Нонака объявила, что она будет делать видео на английском языке о Hello! Project в течение 2017 года, для страницы UP-FRONT LINK в социальной сети Facebook.
14 февраля Мики написала в блоге, что 23 февраля примет участие в эпизоде драмы Otona e Novel.
16 февраля эксклюзивное веб-ток-шоу с 12-м поколением 12ki Relay закрылось с общим количеством 100 эпизодов.
26 марта радиошоу Morning Musume '17 12ki Nikki также закрылось.
6 апреля участницы Morning Musume 12-го и 13-го поколений начали вести радиошоу на FM FUJI, с названием Morning Musume '17 no Morning Diary.
19 октября Нонака отпраздновала своё 18-летие на мероприятии под названием Morning Musume '17 Nonaka Miki Birthday Event, с двумя представлениями в IMA Hall, Токио.

### 2018
5 февраля было объявлено, что Rakuten, которые заключили сделку с NBA в октябре прошлого года для эксклюзивных прав на дистрибуцию в Японии, назначили Мики послом NBA и она отправилась в Нью-Йорк на первую неделю обучения. 19 февраля Мики сообщила, что она была послом для Лос-Анджелес Лейкерс.
4 июня Мики и остальные участницы 12-го поколения – Харуна Огата, Мариа Макино, Аканэ Хага, участвовали в мероприятии с названием Morning Musume '18 12ki Member Ogata Haruna・Nonaka Miki・Makino Maria・Haga Akane FC Event, с одним шоу в Differ Ariake, Токио.

## Группы и юниты Hello! Project
- Morning Musume (2014—)

## Дискография

### Студийные альбомы
Morning Musume
- 15 Thank you, too (2017)
- Hatachi no Morning Musume (2018)
- Best! Morning Musume 20th Anniversary (2019)

## Фильмография

### ТВ-программы
- The Girls Live (2014—2019)
- ch223 music pinkiss ~Ponyo Trio Nihon Ichi no Sotsugyou Ryokou!?~ (2016)

### ТВ-драмы
- Otona e Novel (22 февраля 2017)

### Веб-программы
- Hello! Project Station (2014—)
- 12ki Relay (2015—2017, эксклюзив фан-клуба)

### Театр
- TRIANGLE (18-28 июня, 2015, Ikebukuro Sunshine Theater, Токио)[20]
- Zoku 11nin Iru! Higashi no Chihei, Nishi no Towa (11-12 июня 2016, Kyoto Gekijo in Kyoto, Киото) (16-26 июня 2016, Ikebukuro Sunshine Theater, Токио)[21]
- Pharaoh no Haka  (2-11 июня 2017, Ikebukuro Sunshine Theater, Токио)[22]
- Pharaoh no Haka ~Hebi Ou Sneferu~ (1—10 июня 2018, Ikebukuro Sunshine Theater, Токио; 15—17 июня 2018, Mielparque Hall, Осака)[23]

### DVD & Blu-ray
Сольные DVD/Blu-ray
| # | Название               | Дата выпуска | Чарты               | Лейбл           |
| # | Название               | Дата выпуска | Oricon Weekly Chart | Лейбл           |
| - | ---------------------- | ------------ | ------------------- | --------------- |
| 1 | Greeting ~Nonaka Miki~ | 12 июня 2015 | —                   | e-Hello! series |

### Фотокниги
Сольные фотокниги
1. Nonaka Miki Mini Photobook «Greeting -Photobook-» (24 сентября 2016, Odyssey Books)[26]
2. To be myself (15 января 2021, Odyssey Books, ISBN 978-4-8470-8344-0)

Совместные фотокниги
- Morning Musume 12ki OFFICIAL BOOK (12 декабря 2016, Wani Books, ISBN 978-4-8470-4879-1)[27]
- Morning Musume '17 Shijou Drama «Haikei, Haru-senpai! ~Higashi-Azabu Koukou Hakusho~» (11 декабря 2017, Wani Books, ISBN 978-4-8470-4982-8)[28]
- Morning Musume 20 Shuunen Kinen Official Book (19 июня 2018, Wani Books, ISBN 978-4-8470-8125-5)[29]
- Morning Musume '18 Micchaku Documentary Photobook «NO DAY , BUT TODAY 21 Nenme ni Kaita Yumetachi VOL.1» (14 сентября 2018, Tokyo News Service, ISBN 4863368216)
- Morning Musume '18 Micchaku Documentary Photobook «NO DAY , BUT TODAY 21 Nenme ni Kaita Yumetachi VOL.2» (14 сентября 2018, Tokyo News Service, ISBN 4863368224)
- Morning Musume '18 Micchaku Documentary Photobook «NO DAY , BUT TODAY 21 Nenme ni Kaita Yumetachi VOL.3» (14 сентября 2018, Tokyo News Service, ISBN 4863368232)